# 朱旦华
朱旦华（1911年12月26日—2010年5月29日），又称朱丹华，女，中华人民共和国革命家、政治家。朱旦华是毛澤東之弟毛泽民妻子，毛远新之生母。浙江省宁波市慈溪县庄桥镇人。2010年逝世，享年99岁，为毛泽东家族享寿最久之成员。

## 生平

### 家庭及早年
1911年12月26日，朱旦华生于慈溪县（今慈溪市）庄桥，原名姚秀霞。父亲经营纺织业。姚家有子女共十人，七男三女，朱旦华排行第二。朱旦华随家人移居上海。
由于洋布充斥上海市场，姚家纺织业经营不景气，家道衰弱。朱旦华小学毕业后，进入上海务本女子中学师范科学习，当时师范类学校无需交纳学费。以优异成绩毕业后，留校在教务处任办事员。

### 自上海奔赴延安
日本侵华战争爆发，上海务本女子中学师范停办。朱旦华收到延安好友来信，投稿至《解放周刊》，获发表。朱旦华遂下决心奔赴延安。但延安距上海路途遥远，路费难以解决。幸好得好友李万新资助之七十元。李万新即东北抗日联军李延禄将军之女。
因战事阻挠，朱旦华不得不先绕道浙江之宁波、金华，江西之南昌、九江，湖北之武汉等城市，于1937年冬季，抵达延安。朱经过陕西西安时，入宿八路军办事处。据传，此时贺子珍、江青均经过此地，但三人未曾谋面。到达延安之后，朱旦华即入读陕北公学。陕北公学为延安专职培养中国共产党高级干部之专门学校，相当于今之中央党校。1938年2月，在陕北公学学习期间，朱旦华加入中国共产党。毕业后，经安排，朱旦华与时二十八毕业生转赴新疆。

### 新疆岁月
时盛世才在新疆迪化（今称乌鲁木齐）设有八路军办事处，为地下组织。到达新疆后，1938年7月，朱旦华经分配至新疆省立迪化女子中学，担任教导主任。朱旦华旋即又被先后推举为新疆省妇女协会常务委员兼宣传部长、秘书长，新疆省政务委员会委员等职务。 在迪化女中期间，朱旦华亲自制定了学校校训（为：“诚毅团结、勤肃紧张、敏活健壮、精勇创造”十六字），并创作《迪化女子中学校歌》。朱旦华在新疆还编辑发行了《妇声半月刊》、《新疆妇女》等刊物。
时毛泽东胞弟毛泽民路经新疆迪化，因病遂留在新疆，其原计划为中共中央专批自延安赴苏联养病。毛泽民在新疆化名作周彬，曾出任新疆省省财政厅代厅长。毛泽民在新疆期间，朱旦华曾多次听取毛泽民的报告演讲。1939年，毛泽民与朱旦华订婚。毛泽民之前与钱希均有一段婚姻。1940年5月，毛泽民自苏联归国，二人正式结婚。1941年，子毛远新出生。毛泽民中年得子，甚是疼爱。
1941年6月，欧陆战场苏德战争爆发，1942年8月，以盛世才为首的新疆政府与蒋中正领导的南京国民政府合作，转变了在新疆政策。1942年9月，毛泽民、陈潭秋等在新疆的共产党人及家人被秘密软禁于新疆满城邱公馆。朱旦华遂与毛泽民及子毛远新入监狱。1943年2月，毛泽民、陈潭秋转入第二监狱。1943年4月，朱旦华与子毛远新入第四监狱。1943年9月27日，毛泽民被害。1945年2月，朱旦华得知毛泽民被害消息。抗日战争胜利后，经武装暴动，在新疆被关押的共产党人被无条件释放。

### 南下
1949年，中共在三大战役取得胜利，国军退败至长江以南。中共中央组织干部南下，朱旦华就在其中。时朱旦华在妇联任职。南下前夕，方志纯（方志敏之弟）前去探望朱旦华。方志纯时任中央社会部二室主任兼中央卫戌司令部参谋长。方与朱在新疆时即为同事兼战友。在新疆时，方志纯与前妻娄曼及女儿曾受朱旦华精心照料。后娄曼文罹患癌症逝世。 1946年6月，农历端午节，方志纯与朱旦华成婚。

### 建国后
自1949年7月至中华人民共和国成立后，朱旦华曾在江西省妇联任职长达三十七年，先后担任江西省妇联的宣传部长、秘书长、副主任等职务。1983年，朱旦华出任江西省政协副主席。朱旦华也是第四、五、六、七届全国政协委员。

## 遗物
- 《转给周恩来的信》，现藏于北京中国人民革命军事博物馆。朱旦华写于1945年。

## 相关人物
- 毛泽民：朱旦华首任丈夫
- 方志纯：朱旦华二任丈夫
- 毛远新：朱旦华与毛泽民之子